# Euclichthys polynemus
Euclichthys polynemus (McCulloch, 1926) è un pesce osseo marino dell'ordine Gadiformes. Si tratta dell'unica specie del genere Euclichthys e della famiglia Euclichthyidae.

## Descrizione
Questa specie ha occhi e e bocca grandi ed è priva del barbiglio sul mento tipico di molti Gadiformes. Il corpo è allungato e si restringe progressivamente verso l'estremità caudale fino a diventare sottile nella zona del peduncolo caudale. Le pinne dorsali sono due, contigue: la prima è corta, alta e triangolare, la seconda bassa e molto lunga, fino al peduncolo caudale. Le pinne ventrali sono in posizione molto anteriore, giugulare e sono composte da 4 raggi liberi e lunghi. La taglia massima è di 35 cm.

## Distribuzione e habitat
Questa specie è diffusa nell'Oceano Pacifico al largo dell'Australia e della Nuova Zelanda. Vive sulla parte superiore della scarpata continentale, a profondità comprese tra 250 e 800 metri ed ha abitudini bentoniche.